# Jon Tester

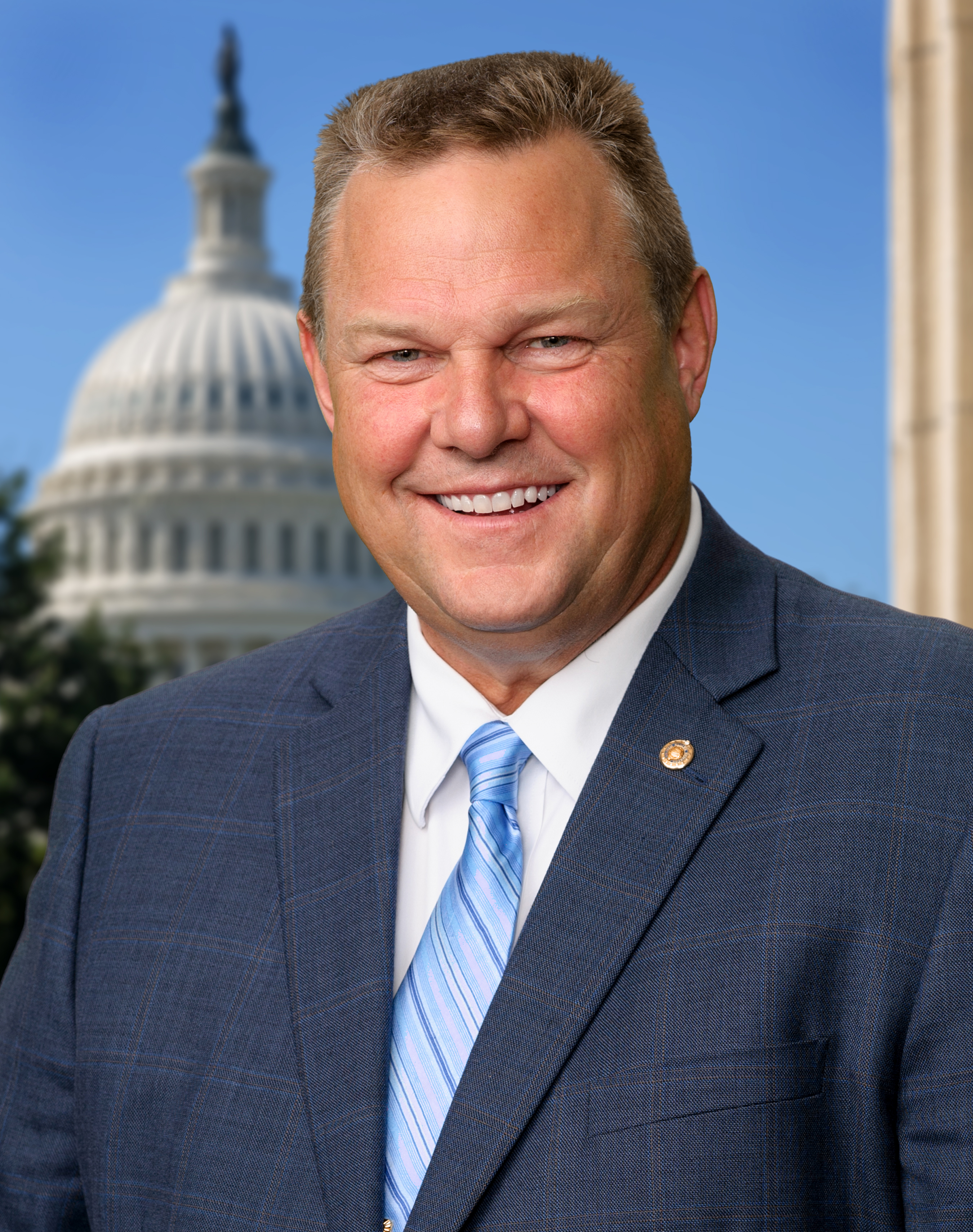
Jon Tester (2014)

Raymond Jonathan „Jon“ Tester (* 21. August 1956 in Havre, Montana) ist ein amerikanischer Politiker der Demokratischen Partei. Er vertrat Montana von 2007 bis 2025 im Senat der Vereinigten Staaten.

## Familie, Ausbildung und Beruf
Tester ist der Sohn von David Tester und Helen Pearson und wuchs auf deren Bauernhof auf, den Testers Großvater vierzig Jahre zuvor aufgebaut hatte. In seiner Kindheit arbeitete er auf der Farm und beim Hausschlachtungsverkauf mit; er verlor mit neun Jahren drei Finger in einem Fleischwolf, was sein Instrumentenspiel vom Saxophon auf die Trompete verlagerte. Tester erhielt 1978 den Bachelor of Science in Musik am College von Great Falls. Er war zwei Jahre lang als Musiklehrer an der Big Sandy School tätig (und wurde dort 1982 Schulratsvorsitzender), bevor er sich 1980 als Getreidebauer selbstständig machte. 1985 stieg er auf ökologische Landwirtschaft um und bewirtschaftet die 1800 Acre große Farm bis heute gemeinsam mit seiner Frau Sharla. Sie haben zwei Töchter und einen Sohn.

## Politische Laufbahn
Von 1999 bis 2006 war Tester Mitglied des Senats von Montana und hatte von 2005 bis 2006 das Amt des Senatspräsidenten inne. Bei der Wahl zum Senat der Vereinigten Staaten 2006 trat Tester an und schlug in der parteiinternen Vorwahl den State Auditor John Morrison. Bei der Hauptwahl im November besiegte Tester den Republikaner Conrad Burns, der Montana jahrelang im Senat der Vereinigten Staaten vertreten hatte, mit 49 zu 48 Prozent der Wählerstimmen. Tester trat das Mandat am 3. Januar 2007 an und verteidigte es bei der Wahl 2012 gegen den bisherigen republikanischen Kongressabgeordneten Denny Rehberg mit 49 zu 45 Prozent der Stimmen; der Libertäre Kandidat Dan Cox erhielt 7 Prozent.
Bei der Wahl 2018 galt Tester als gefährdet, weil Donald Trump Montana bei der Präsidentschaftswahl 2016 mit 20 Prozentpunkten Vorsprung gewonnen hatte. Tester arbeitete in einigen Sachfragen mit Trump zusammen, etwa bei Gesetzgebung für Veteranen, stellte sich aber auch gegen Trump. Im April 2018 lehnte er Trumps Vorschlag für den Posten des Außenministers, Mike Pompeo, ab. Nach Testers Veröffentlichung von Anschuldigungen verschiedener Militärangehöriger zog Ronny Jackson, ein Leibarzt des Präsidenten, seine Nominierung als Veteranenminister zurück. Trump forderte Tester daraufhin zum Rücktritt auf. Trotzdem ging Tester als knapper Favorit in die Wahl und setzte sich gegen den  Kandidaten der Republikanischen Partei, State Auditor Matt Rosendale, bei generell schwachen Ergebnissen der Demokraten mit 50,1 zu 47,0 Prozent der Stimmen durch. Ab Januar 2021 war Tester der Vorsitzende des United States Senate Committee on Veterans’ Affairs, in dem er bereits von 2017 bis 2021 der Oppositionsführer (Ranking member) gewesen war. Bei der Wahl 2024 unterlag Tester seinem republikanischen Herausforderer Tim Sheehy und schied damit aus dem Senat aus.

## Positionen und Stil
Tester vertritt als einer von wenigen Demokraten aus dem Mittleren Westen statt des dort üblichen rauen Individualismus politischen Progressivismus. Er gilt mit seinem unkonventionellen und direkten Auftreten als ungewöhnlich authentisch im Politikbetrieb. Der Kolumnist Joe Klein beschrieb Testers physische Präsenz (Cowboystiefel, Flattop-Frisur) als politisches Statement, mit dem er vermittle, dass er nicht zu den Geschöpfen Washingtons gehöre, sondern Farmer sei.
Tester werden Pragmatismus, Humor und volksnaher Charme zugeschrieben. Viele seiner Positionen entsprechen denen des populären früheren Gouverneurs Brian Schweitzer: So setzt sich Tester gegen Einschränkungen des Rechts auf Waffenbesitz ein und macht sich gegen die Legalisierung illegal über die mexikanische Grenze Eingewanderter stark. Ansonsten stützt er die Linie der Bundespartei (Pro-Choice, Erlaubnis von Stammzellenforschung, Erhalt der Sozialversicherung, Umstieg auf regenerative Energien). Im 111. Kongress stimmte er in 91,6 Prozent der Fälle mit der Parteilinie. Er macht sich für Umweltschutz stark – vor allem in Anliegen des ländlichen Montana wie die Jagd, das Fischen und den freien Zugang zu öffentlichem Land. Freihandelsabkommen gegenüber ist er skeptisch, weil er dadurch kleine Bauern bedroht sieht, ebenso durch Landwirtschaftssubventionen für Großbetriebe. Er gilt als wirkungsvoller Gesetzgeber, der im Staatssenat Montanas 26 von 40 eigenen Gesetzentwürfen durchbrachte (65 Prozent).